# Vivienne Malone-Mayes
Pour les articles homonymes, voir Malone et Mayes.
Vivienne Lucille Malone-Mayes (1932-1995) est une mathématicienne et universitaire afro-américaine.

## Vie personnelle
Vivienne Lucille Malone est née à Waco, au Texas, de Pizarro et Vera Estelle Allen Malone. Vivienne a épousé James Mayes en 1952.

## Formation et carrière
Vivienne rencontre des difficultés dans sa scolarité liées au fait de grandir dans une communauté afro-américaine dans le Sud, notamment la ségrégation raciale au sein des écoles, mais les encouragements reçus de ses parents, tous les deux éducateurs, l'ont conduite à avidement poursuivre sa propre éducation. Elle est diplômée de l'A. J. Moore High School en 1948. Elle entre à l'Université Fisk à l'âge de 16 ans, où elle obtient un baccalauréat (1952) et une maîtrise (1954). Elle y rencontre également Charles Costley, Joyce Venable Gould, Gloria Conyers Hewitt et Etta Falconer, ils formeront un groupe d'amis durant leurs carrières.
Vivienne change de cursus, abandonnant la médecine pour les mathématiques après qu'elle a commencé à étudier sous la direction d'Evelyn Boyd Granville et Lee Lorch (en). Granville a été l'une des deux premières femmes afro-américaines à obtenir un doctorat en mathématiques.
Après l'obtention de son master, elle a présidé le département de Mathématiques au Paul Quinn College (en) pendant sept ans, puis au Bishop College (en) pendant un an avant de décider de prendre d'autres cours de mathématiques supérieures. Elle a refusé l'admission à l'Université Baylor en raison de la ségrégation et à la place choisit d'assister à des cours d'été à l'Université du Texas à Austin. Après une autre année d'enseignement, elle a décidé d'étudier à l'Université du Texas à plein temps. Elle obtient son doctorat en 1966 sous la direction de Donald Elton Edmondson, avec une thèse intitulée A Structure Problem in Asymptotic Analysis, devenant ainsi la cinquième femme afro-américaine à recevoir un doctorat en mathématiques.
Les recherches de Malone-Mayes concernent le domaine de l'analyse fonctionnelle, plus précisément les propriétés des fonctions. Notamment elle a travaillé dans le domaine de la théorie de la sommabilité : en 1980 elle publie un article conjointement avec B E Rhoades, Some properties of the Leininger generalized Hausdorff matrix qui paraît dans le Houston Journal of Mathematics. 
Elle a également travaillé sur les méthodes d'enseignement des mathématiques, y compris un programme d'utilisation d'audio-tutoriels d'auto-formation. Après l'obtention du diplôme, Vivienne Malone-Mayes a été embauchée à titre de professeur à plein temps dans le département de mathématiques à l'Université Baylor. Elle a eu une carrière longue et couronnée de succès, elle a siégé à plusieurs conseils et comités de notation, avant de prendre sa retraite en 1994 en raison de problèmes de santé.

## Prix et distinctions
Elle a été membre du conseil d'administration de l'Association nationale des Mathématiques. Elle a dirigé la section texane de la Mathematical Association of America et a servi comme directrice du High School Lecture Program pour la section du Texas.
Elle a également été active dans sa communauté locale en tant que membre à vie de la New Hope Baptist Church. Elle a siégé aux conseils d'administration de Cerebral Palsy, de Goodwill Industries (en), et du Conseil de la Famille et des Enfants. Elle a fait partie du Conseil consultatif de l'État du Texas pour la construction de centres communautaires de santé mentale et a siégé au conseil d'administration du Heart of Texas Region Mental Health and Mental Retardation Center.
Vivienne Malone-Mayes est la première femme afro-américaine (et la deuxième personne afro-américaine) à recevoir un doctorat en mathématiques de l'Université du Texas à Austin, et la cinquième femme afro-américaine pour l'ensemble des États-Unis. Elle a été la première membre afro-américaine de la faculté à l'Université Baylor, ainsi que la première afro-américaine élue au comité exécutif de l'Association for Women in Mathematics.
Le Congrès des étudiants de Baylor l'a élue « Outstanding Faculty Member of the Year » en 1971.
Vivienne Malone-Mayes, est décédée en 1995 à l'âge de 63 ans.

## Publications
- A structure problem in asymptotic analysis, Dissertation, University of Texas at Austin, 1966
- Some steady state properties of [Int(f(t),t,0 to x)]/f(x), Proc Amer Math Soc, v. 22 (1969), pp. 672-677.
- avec Rolf, Howard,  Pre-calculus, Independent Learning Systems, San Rafael, 1977.
- avec Soasta,David and Conoley, Patrick, Experiment with audio-tutorial pre-calculus, Amer Math Monthly, v. 82 (1975),pp. 510-514.
- Black and Female, AWM Newsletter, v. 5, no. 6 (1975),pp. 4-6. Egalement paru dans Bettye Anne Case et Anne M. Leggett, Complexities: Women in Mathematics, Princeton University Press, 2005, 178-181 p. (ISBN 978-0-691-11462-0, lire en ligne).
- Lee Lorch at Fisk: A tribute, Amer Math Monthly, v. 83(1976), pp. 708-711.
- avec Brigham, Lucille and McNeill, Sarah Virginia, Student attitudes toward an audio-visual presentation of pre-calculus, Math Teacher, v. 70 (1977), pp. 229-231.
- avec Rhoades, B. E., Some properties of the Leininger generalized Hausdorf matrix, Houston J. Math., v. 6 (1980), pp. 287-299.
- untitled, AWM Newsletter, vol. 18, no. 6 (Nov/Dec 1988), pp. 8-10.